# Ujszkojei járás

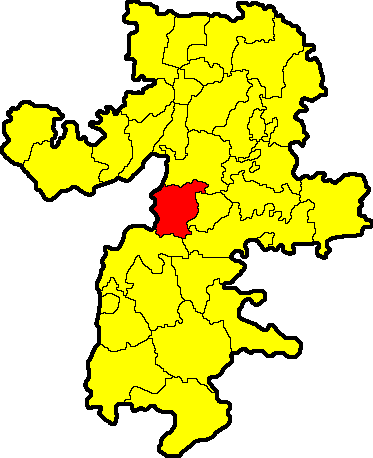
Az Ujszkojei járás a Cseljabinszki területen

Az Ujszkojei járás (oroszul Уйский муниципальный район) Oroszország egyik járása a Cseljabinszki területen. Székhelye Ujszkoje.

## Népesség
- 1989-ben 29 132 lakosa volt.
- 2002-ben 28 555 lakosa volt, melyből 21 647 orosz, 2630 baskír, 2455 tatár, 486 kazah, 472 mordvin, 220 ukrán, 201 azeri, 103 fehérorosz stb.
- 2010-ben 26 184 lakosa volt, melyből 20 186 orosz, 2327 baskír, 2128 tatár, 405 kazah, 298 mordvin, 196 azeri, 152 ukrán stb.